# Bernd Klingner
Bernd Klingner (Oberlichtenau, 28 gennaio 1940) è un ex tiratore a segno tedesco.

## Palmarès

### Olimpiadi
- 1 medaglia:
  - 1 oro (Città del Messico 1968 nella carabina 50 metri tre posizioni)